# Gran Premi Ciclista de Montreal 2017
El Gran Premi Ciclista de Montreal 2017 fou la vuitena edició del Gran Premi Ciclista de Montreal. La cursa es disputà el 10 de setembre de 2017. Aquesta fou la 34a prova de l'UCI World Tour 2017.
El vencedor fou l'italià Diego Ulissi (UAE Team Emirates), que s'imposà a l'esprint a l'espanyol Jesús Herrada (Movistar Team) i al neerlandès Tom Slagter (Cannondale-Drapac).

## Participants
| WorldTeams (18)- AG2R La Mondiale - Astana - Bahrain-Merida - BMC Racing Team - Bora-Hansgrohe - Cannondale-Drapac - FDJ - Lotto-Soudal - Movistar Team - Orica-Scott - Quick-Step Floors - Dimension Data - Katusha-Alpecin - Lotto NL-Jumbo - Sky - Team Sunweb - Trek-Segafredo - UAE Team Emirates Equip continental professional- Israel Cycling Academy Equip nacional- Canadà |
| |

## Classificació final
| \| Classificació general \| Classificació general \| Classificació general \| Classificació general \| Classificació general \| \| Corredor \| Corredor \| Equip \| Temps \| \| \| --------------------- \| --------------------- \| --------------------- \| --------------------- \| --------------------- \| \| 1r \| Diego Ulissi \| UAE Team Emirates \| 5h 22' 29" \| \| \| 2n \| Jesús Herrada López \| Movistar Team \| + 0" \| \| \| 3r \| Tom-Jelte Slagter \| Cannondale-Drapac \| + 0" \| \| \| 4t \| Jan Bakelants \| AG2R La Mondiale \| + 0" \| \| \| 5è \| Bauke Mollema \| Trek-Segafredo \| + 6" \| \| \| 6è \| Tony Gallopin \| Lotto-Soudal \| + 11" \| \| \| 7è \| Greg Van Avermaet \| BMC Racing Team \| + 16" \| \| \| 8è \| Michael Matthews \| Team Sunweb \| + 16" \| \| \| 9è \| Peter Sagan \| Bora-Hansgrohe \| + 16" \| \| \| 10è \| Sep Vanmarcke \| Cannondale-Drapac \| + 16" \| \| |                     |                   |            |
| |                     |                   |            |
| Font: ProCyclingStats |                     |                   |            |
| Classificació general |                     |                   |            |
| Corredor | Corredor            | Equip             | Temps      |
| 1r | Diego Ulissi        | UAE Team Emirates | 5h 22' 29" |
| 2n | Jesús Herrada López | Movistar Team     | + 0"       |
| 3r | Tom-Jelte Slagter   | Cannondale-Drapac | + 0"       |
| 4t | Jan Bakelants       | AG2R La Mondiale  | + 0"       |
| 5è | Bauke Mollema       | Trek-Segafredo    | + 6"       |
| 6è | Tony Gallopin       | Lotto-Soudal      | + 11"      |
| 7è | Greg Van Avermaet   | BMC Racing Team   | + 16"      |
| 8è | Michael Matthews    | Team Sunweb       | + 16"      |
| 9è | Peter Sagan         | Bora-Hansgrohe    | + 16"      |
| 10è | Sep Vanmarcke       | Cannondale-Drapac | + 16"      |